# 1693

## Родени
- 7 март – Климент XIII, италиански папа

## Починали
- 6 януари – Мехмед IV, Султан на Османската империя